# Satu Nou (gmina Oncești)
Satu Nou – wieś w Rumunii, w okręgu Bacău, w gminie Oncești. W 2011 roku liczyła 183 mieszkańców.